# Xã Falk, Quận Clearwater, Minnesota
Xã Falk (tiếng Anh: Falk Township) là một xã thuộc quận Clearwater, tiểu bang Minnesota, Hoa Kỳ. Năm 2010, dân số của xã này là 284 người.